# Sambucus peruviana
Sambucus peruviana (conocida como tilo y sauco) es una especie de árbol de la familia Adoxaceae. Es nativa de América Central y América del Sur.

## Descripción
Árboles de hasta 8 m, tronco irregular. Hojas compuestas, con 7-9 folíolos ovado-oblongos, margen aserrado, ápice agudo, envés velloso. Las inflorescencias son racimos de 18-22 cm de longitud, con flores fragantes blancas. Las frutas son bayas negras de 1.2 cm de diámetro, con 3 a 5 semillas.

## Distribución y hábitat
Sambucus peruviana Sambucus se encuentra desde Costa Rica y Panamá y hacia el sur por la zona andina hasta el noroeste de Argentina, en un rango altitudinal que oscila entre 2800 y 3900 m s. n. m..

## Nombres comunes
- Sauco (Colombia, Perú, Bolivia), kiola (Argentina), r'ayan (quechua).[2][3]

## Usos
Las frutas pueden ser la base de distintas preparaciones como mermeladas, bebidas o vinos. Las hojas, las flores y las frutas tienen propiedades medicinales; analgésico, antiinflamatorio, antiseptico, sudorífico. La madera es dura y resistente. Se utiliza para la construcción, fabricación de herramientas y elaboración de quenas.